# Begonia araneumoides
Begonia araneumoides (бегонія павутиниста) — вид квіткових рослин з родини бегонієвих (Begoniaceae).

## Морфологічна характеристика
Вид Begonia araneumoides найбільше нагадує B. droopiae із Західної Суматри, оскільки має сильно асиметричне листя, яке дрібно зморшкувате з округло-зубчастими бахромчастими краями, але його можна відрізнити за такими ознаками: менші чоловічі зовнішні листочки оцвітини 5–7 × 6 мм (проти 11–17 × 6–7 мм); і еліпсоїдна коробочка (без крил) (порівняно з широко еліпсоїдною або майже кулястою).

## Середовище проживання
Ендемік Суматри, Західна Суматра, регентство Лімапулух Кота, росте в низинних лісах.

## Назва
лат. araneum — «павутина», -oīdēs — «-схожий», що стосується структури третинних жилок, які розташовані як павутина.